# Венюковский
Венюковский — бывший посёлок городского типа, ныне входящий в черту города Чехова Московской области под именем микрорайон Венюково. Располагался в 5 км к северо-западу от станции Чехов. На территории микрорайона расположен открытый военный городок Чехов-4.

## История
В 1854 году около деревни Венюково была основана текстильная фабрика. К 1916 году на фабрике работало 1,2 тыс. рабочих, а вокруг сформировался крупный посёлок. В советское время фабрика носила название «Красный Узбекистан». В 1941 году фабричный посёлок получил статус посёлка городского типа и название Венюковский. В 1943 году в корпусах текстильной фабрики был размещён арматурный завод.
В 1965 году посёлок Венюковский был включён в черту города Чехова.

## Достопримечательности
В микрорайоне, на территории Чеховской районной больницы № 2, расположен православный Храм святителя Луки Симферопольского.

## Население
В 1939 году в посёлке при фабрике проживало 2,4 тыс. жителей, в 1959 году — 5,7 тыс. чел.